# Férfi négyesbob az 1968. évi téli olimpiai játékokon
Az 1968. évi téli olimpiai játékokon a bob férfi négyes versenyszámát február 16-án rendezték L’Alpe-d’Huez-ben. Az aranyérmet az Eugenio Monti, Luciano De Paolis, Roberto Zandonella, Mario Armano összeállítású olasz négyes nyerte. A versenyszámban nem vett részt magyar csapat.

## Eredmények
A verseny eredetileg négy futamból állt volna, de az enyhe időjárás miatt két futam után hirdettek végeredményt. A két futam időeredményének összessége határozta meg a végső sorrendet. Az időeredmények másodpercben értendők. A futamok legjobb időeredményei vastagbetűvel olvashatóak.
| Helyezés | Csapat                                                                                              | 1.      | 2.      | Össz.   |
| -------- | --------------------------------------------------------------------------------------------------- | ------- | ------- | ------- |
| Arany    | Olaszország (ITA)-1 · Eugenio Monti · Luciano De Paolis · Roberto Zandonella · Mario Armano         | 1:09,84 | 1:07,55 | 2:17,39 |
| Ezüst    | Ausztria (AUT)-1 · Erwin Thaler · Reinhold Durnthaler · Herbert Gruber · Josef Eder                 | 1:10,08 | 1:07,40 | 2:17,48 |
| Bronz    | Svájc (SUI)-1 · Jean Wicki · Hans Candrian · Willi Hofmann · Walter Graf                            | 1:10,65 | 1:07,39 | 2:18,04 |
| 4.       | Románia (ROU) · Ion Panțuru · Petre Hristovici · Gheorghe Maftei · Nicolae Neagoe                   | 1:10,59 | 1:07,55 | 2:18,14 |
| 5.       | NSZK (FRG)-1 · Horst Floth · Willi Schäfer · Frank Lange · Pepi Bader                               | 1:10,49 | 1:07,84 | 2:18,33 |
| 6.       | Olaszország (ITA)-2 · Gianfranco Gaspari · Giuseppe Rescigno · Andrea Clemente · Leonardo Cavallini | 1:10,24 | 1:08,12 | 2:18,36 |
| 7.       | Franciaország (FRA)-1 · Francis Luiggi · André Patey · Gérard Monrazel · Maurice Grether            | 1:10,65 | 1:08,19 | 2:18,84 |
| 8.       | Nagy-Britannia (GBR)-1 · Tony Nash · Guy Renwick · Robin Widdows · Robin Dixon                      | 1:10,45 | 1:08,39 | 2:18,84 |
| 9.       | NSZK (FRG)-2 · Wolfgang Zimmerer · Stefan Gaisreiter · Hans Baumann · Peter Utzschneider            | 1:11,12 | 1:08,35 | 2:19,47 |
| 10.      | Egyesült Államok (USA)-2 · Bob Said · David Dunn · Robert Crowley · Phil Duprey                     | 1:11,08 | 1:08,48 | 2:19,56 |
| 11.      | Franciaország (FRA)-2 · Bertrand Croset · Claude Roussel · Louis Courtois · Henri Sirvain           | 1:11,11 | 1:08,61 | 2:19,72 |
| 12.      | Svájc (SUI)-2 · René Stadler · Hansruedi Müller · Robert Zimmermann · Ernst Schmidt                 | 1:11,02 | 1:08,81 | 2:19,83 |
| 13.      | Ausztria (AUT)-2 · Manfred Hofer · Hans Ritzl · Fritz Dinkhauser · Karl Pichler                     | 1:10,90 | 1:09,12 | 2:20,02 |
| 14.      | Nagy-Britannia (GBR)-2 · John Blockey · John Brown · Timothy Thorn · Mike Freeman                   | 1:11,52 | 1:08,67 | 2:20,19 |
| 15.      | Egyesült Államok (USA)-1 · Bill Hickey · Howard Clifton · Michael Luce · Paul Savage                | 1:11,45 | 1:08,92 | 2:20,37 |
| 16.      | Svédország (SWE) · Rolf Höglund · Hans Hallén · Sven Martinsson · Börje Hedblom                     | 1:12,20 | 1:09,90 | 2:22,10 |
| 17.      | Kanada (CAN) · Purvis McDougall · Bob Storey · Michael Young · Andrew Faulds                        | 1:12,61 | 1:10,21 | 2:22,82 |
| 18.      | Spanyolország (ESP)-2 · Víctor Palomo · Maximiliano Jones · José Clot · Eugenio Baturone            | 1:12,86 | 1:10,32 | 2:23,18 |
| 19.      | Spanyolország (ESP)-1 · Guillermo Rosal · Néstor Alonso · José Manuel Pérez · Antonio Marín         | 1:12,90 | 1:11,42 | 2:24,32 |